# Cyathea balanocarpa
Cyathea balanocarpa är en ormbunkeart som beskrevs av D. C. Eat. Cyathea balanocarpa ingår i släktet Cyathea och familjen Cyatheaceae. Inga underarter finns listade.